# Hornungia petraea
Hornungia petraea là một loài thực vật có hoa trong họ Cải. Loài này được (L.) Rchb. mô tả khoa học đầu tiên năm 1837.